# Isy Suttie
Isobel Jane "Isy" Suttie (Hull, Yorkshire, 11 de agosto de 1978) es una actriz, comediante y escritora británica, reconocida por su papel como Dobby en el sitcom Peep Show. En 2013 ganó el Premio Sony Radio Academy por su programa radial Pearl And Dave. Ha aparecido además en numerosas producciones para televisión en canales como BBC One, Channel 4 y Nickelodeon, entre otros.

## Filmografía

### Cine
| Año  | Película          | Rol                | Notas | Ref   |
| ---- | ----------------- | ------------------ | ----- | ----- |
| 2017 | Pin Cushion       | Anne               |       |       |
| 2021 | Invisible Manners | Voice role         |       | [ 7 ] |
| 2023 | Cottontail        | Olivia - Hen Party |       |       |
| 2023 | Wonka             | Fruit & Veg Vendor |       | [ 8 ] |

### Televisión
| Año           | Título                                     | Papel          | Cadena      | Notas             |
| ------------- | ------------------------------------------ | -------------- | ----------- | ----------------- |
| 2008          | Love Soup                                  | Investigadora  | BBC One     | 1 episodio        |
| 2008          | The Incredible Will and Greg               | Varios papeles | Channel 4   | Telefilme         |
| 2008          | Genie in the House                         | Juez           | Nickelodeon | 1 episodio        |
| 2008–2015     | Peep Show                                  | Dobby          | Channel 4   | Papel recurrente  |
| 2009          | Holby City                                 | Nancy Colcano  | BBC One     | 1 episodio        |
| 2009–2013     | Walk on the Wild Side                      | Varios papeles | BBC One     | Papel recurrente  |
| 2010          | Whites                                     | Kiki           | BBC Two     | Papel recurrente  |
| 2010          | Penelope Princess of Pets                  | Josie The Dog  | Channel 4   | Telefilme         |
| 2011          | Rab C. Nesbitt                             | Leanne Curruth | BBC Two     | 1 episodio        |
| 2012          | Skins                                      | Pauline        | Channel 4   | 2 episodios       |
| 2012          | White Van Man                              | Tash           | BBC Three   | 1 episodio        |
| 2012          | The Cow That Almost Missed Christmas       | Marjorie       | BBC Two     | Telefilme         |
| 2013          | Great Night Out                            | Bev            | ITV         | Papel recurrente  |
| 2013          | Shameless                                  | Esther Blanco  | Channel 4   | Papel recurrente  |
| 2013          | Love Matters                               | Bella Wright   | Sky Living  | 1 episodio        |
| 2013          | Would I Lie To You?                        | Ella misma     | BBC One     | 1 episodio        |
| 2013          | Never Mind the Buzzcocks                   | Ella misma     | BBC Two     | 1 episodio        |
| 2013          | QI                                         | Ella misma     | BBC Two     | 1 episodio        |
| 2013          | Father Figure                              |                | BBC One     | 1 episodio        |
| 2013          | Comedy Blaps ACMS Presents A Board Meeting | Isy, Vicky     | Channel 4   | 2 episodios       |
| 2014          | Alan Davies: As Yet Untitled               | Ella misma     | Dave        | 1 episodio        |
| 2015–presente | 8 Out of 10 Cats Does Countdown            | Ella misma     | Channel 4   | 4 episodios       |
| 2016–2017     | Man Down                                   | Ally           | Channel 4   | 10 episodios      |
| 2016–2018     | Damned                                     | Nat            | Channel 4   | 12 episodios      |
| 2018          | Zapped                                     | Esme           | Dave        | Episode: "Amulet" |
| 2021          | Question Team                              | Ella misma     | Dave        | 1 episodio        |
| 2022          | The Baby                                   | Ruby           | HBO         | 3 episodios       |
| 2022          | Murder, They Hope                          | Beatrice       | U&Gold      | 1 episodio        |
| 2023          | Dreaming Whilst Black                      | Helen          | BBC Three   | 3 episodios       |